# Schefflera jahnii
Schefflera jahnii là một loài thực vật có hoa trong Họ Cuồng cuồng. Loài này được (Harms) Steyerm. miêu tả khoa học đầu tiên năm 1952.